# 毛茉莉
毛茉莉（学名：Jasminum multiflorum）为木犀科素馨属的植物。分布于印度、东南亚以及中国大陆的全国各地等地，生长于海拔1,000米的地区。
毛茉莉是印度尼西亚的国花。